# Anton Jastrebov
Anton Jastrebov (* 5. März 1988 in Narva, Estnische SSR) ist ein estnischer Eishockeyspieler, der seit 2017 erneut bei Tartu Kalev-Välk in der Meistriliiga unter Vertrag steht.

## Karriere
Anton Jastrebov begann seine Karriere als Eishockeyspieler bei Narva PSK in seiner Geburtsstadt, spielte einzelne Ligaspiele aber auch für Kohtla-Järve Viru Sputnik. 2007 wechselte er zu den Tartu Big Diamonds, mit denen er in der Lettischen Eishockeyliga spielte. Als der Klub bereits nach einem Jahr aus finanziellen Gründen den Spielbetrieb einstellen musste, wechselte er innerhalb Tartus zu Kalev-Välk, für die er bis 2015 in der Meistriliiga spielte. 2011, 2012 und 2015 wurde er mit seinem Klub estnischer Landesmeister. 2015 schloss er sich dem Ligarivalen Kohtla-Järve Viru Sputnik an. Seit 2017 spielt er bei Kalev-Välk in Tartu.

### International
Für Estland nahm Jastrebov im Juniorenbereich in der Division II an den U18-Weltmeisterschaften 2005 und 2006 sowie den U20-Weltmeisterschaften der Division II 2006 und 2008, als er Mannschaftskapitän der Esten war, und der Division I 2007 teil.
Im Seniorenbereich wurde Jastrebov erstmals für die Weltmeisterschaft der Division I 2008 nominiert, als er mit seinem Team in die Division II absteigen musste. In der Division II spielte er bei den Weltmeisterschaften 2009 und 2014, als der Aufstieg in die Division I gelang. Dort stand er für das Team aus dem Baltikum dann 2015 auf dem Eis. Zudem vertrat er seine Farben bei der Olympiaqualifikation für die Winterspiele in Vancouver 2010.

## Erfolge und Auszeichnungen
- 2006 Aufstieg in die Division I bei der U20-Weltmeisterschaft der Division II, Gruppe B
- 2008 Aufstieg in die Division I bei der U20-Weltmeisterschaft der Division II, Gruppe B
- 2011 Estnischer Meister mit Tartu Kalev-Välk
- 2012 Estnischer Meister mit Tartu Kalev-Välk
- 2014 Aufstieg in die Division I, Gruppe B, bei der Weltmeisterschaft der Division II, Gruppe A
- 2015 Estnischer Meister mit Tartu Kalev-Välk